# Nerea Martí
Nerea Martí (Albalat dels Sorells, Valencia; 2 de enero de 2002) es una piloto de automovilismo española. En el pasado compitió en el Campeonato de España de F4, logrando un segundo puesto en su segunda carrera, así como en la W Series durante dos temporadas, terminando en cuarta posición en su primer año. En 2023 y 2024 compitió en la F1 Academy con Campos Racing y respectivamente como embajadora de Tommy Hilfiger, resultando cuarta en ambas temporadas y disputando el Campeonato de España de GT con BMW Promotion Motorsport en 2023, donde ayudó a su compañero José Manuel de los Milagros a proclamarse campeón de la categoría Clase 2. Desde 2024 es miembro del BMW M Racing Academy.

## Trayectoria

### Inicios
Martí comenzó a correr a los nueve años en la pista de karts de alquiler de su padre y su tío, Karting Horta Nord.Nerea hizo dos años de competición con un equipo formado únicamente por su padre, que hacía de mecánico, y ella. En 2017 entra dentro del equipo Praga España Motorsport, con los que ganaría el Campeonato de la Comunidad Valenciana de karting Júnior esa temporada y el campeonato sénior la siguiente, siendo la primera mujer en lograrlo. Durante las siguientes temporadas sigue compaginando el karting con los monoplazas, aunque de forma más ocasional.
Hizo su debut profesional en el Campeonato de España de F4 en 2019 al ser fichada por fichada por la escudería escuela del Circuit Ricardo Tormo Fórmula de Campeones, consiguiendo un podio en la segunda carrera de la temporada al ser descalificados la mayor parte de los participantes por ignorar las banderas rojas. Con un par de séptimos lugares al final de la temporada la verían finalizar 16.ª en la clasificación igualada en puntos con la otra piloto española participante Belén García.

### W Series y turismos

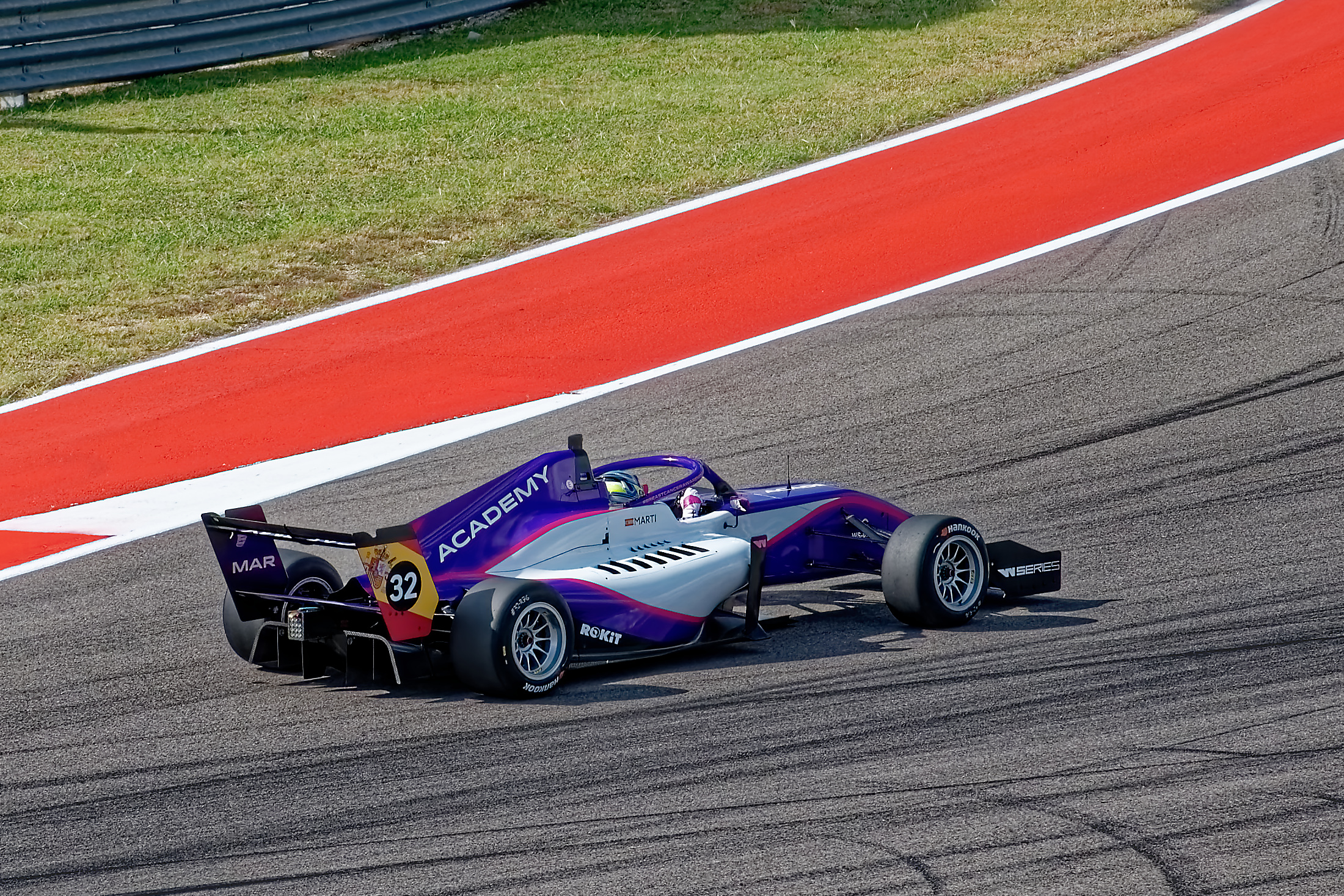
Martí en el Circuito de las Américas, 2021.

La valenciana fue elegida para la segunda temporada de las W Series, un campeonato de Fórmula 3 exclusivo para mujeres. Al cancelarse la temporada por la pandemia de COVID-19, su debut fue en las carreras virtuales durante la cuarentena. En pista se estrenó en 2021, donde logró ser cuarta en la clasificación final, logrando un podio como mejor resultado en el circuito de Hungaroring.
Para 2022 continuó en la W Series y es elegida por BMW Motorsport España para disputar paralelamente el Campeonato de España de Resistencia acompañada en el volante por José Manuel de los Milagros, donde queda subcampeona tras perderse una de las rondas de la temporada.
Durante la pretemporada y dentro del mismo programa de turismos, disputan la BMW M2 Racing Winter Cup dentro de la GT Winter Series, donde también logran proclamarse subcampeones.
En la W Series empieza la temporada a lo grande logrando la Pole Position para la primera carrera en Miami, y aunque durante la temporada muestra un rendimiento similar al de la temporada anterior, logrando dos podios, completa dos malas carreras en Hungría y Singapur. Al cancelarse la temporada 3 carreras antes de lo previsto, Nerea queda finalmente séptima con 44 puntos, por detrás de las otras dos pilotos españolas Belén García y Marta García.

### F1 Academy y GT

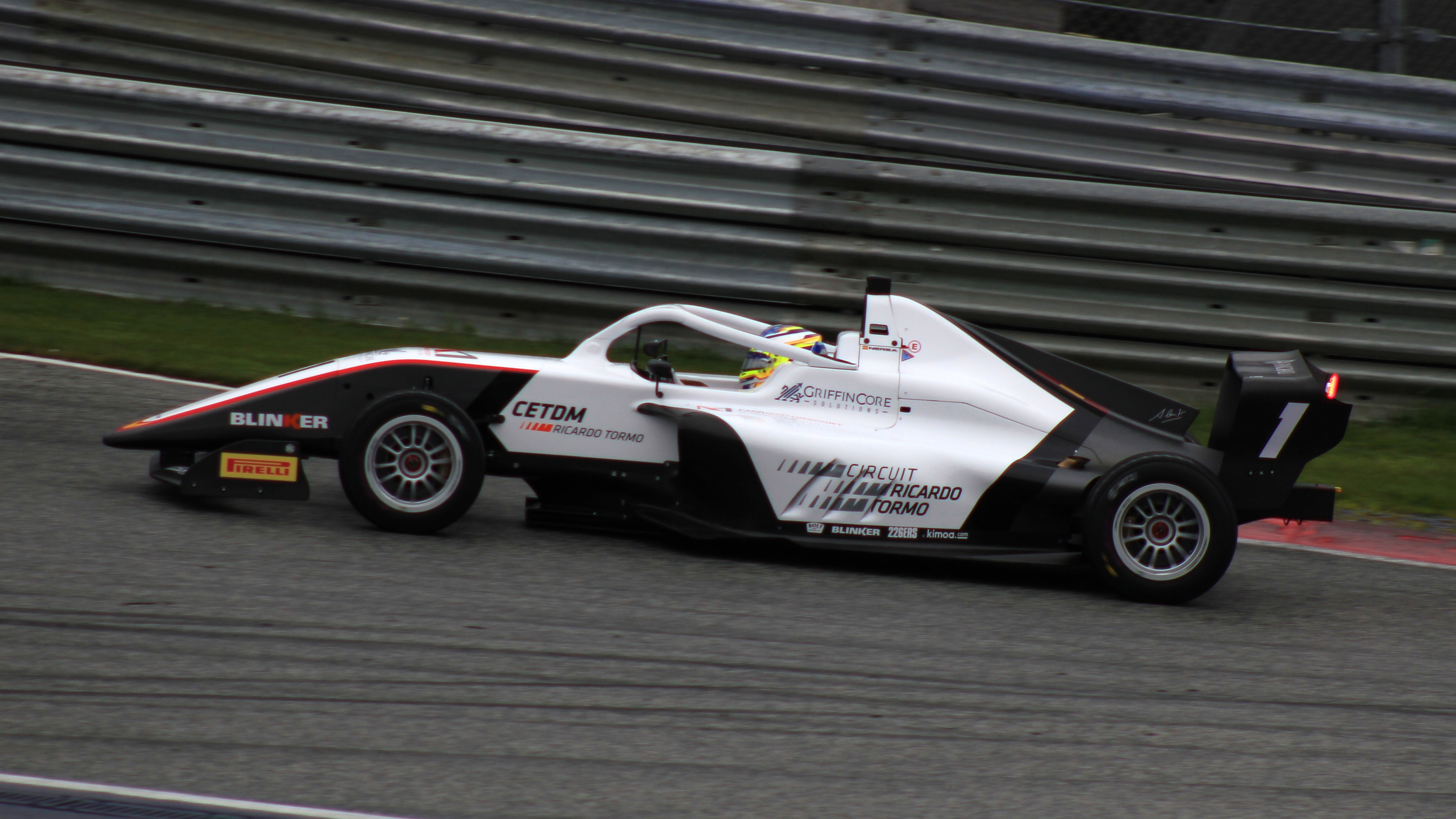
Martí en el Red Bull Ring, 2023.

Martí fue anunciada como piloto de Campos Racing para la temporada inaugural de la F1 Academy. Fue descalificada en la primera carrera de la temporada tras finalizar en segunda posición, pero para la segunda y tercera carrera en la misma ronda logró dos top-5, logrando sus primeros 15 puntos. En la segunda ronda en el Circuit Ricardo Tormo logró su primera y única pole de la temporada y dos podios, situándose a partir de ese momento entre la quinta y la séptima posición de las carreras de forma regular, excluyendo sus otros tres podios y su victoria conseguida en el Circuito Paul Ricard, para ser finalmente cuarta en el certamen. Paralelamente con BWM Motorsport España, subió un escalón para disputar la Temporada 2023 del Campeonato de España de GT con un BMW M4 GT4, donde ayudó a su compañero de equipo José Manuel de los Milagros a proclamarse campeón en la Clase 2 y en la subclase GPR, pero Nerea se vuelve a perder una de las rondas perdiendo las opciones personales de campeonar, quedando novena en la clasificación absoluta y quinta en la clase 2.
En 2024 sigue con el mismo programa y en las mismas escuderías. En al Academy vuelve a tener una temporada irregular, con cuatro podios pero ninguna victoria, dejándola de nuevo cuarta en la clasificación final y muy lejos de ganar el campeonato. Con BMW cambia del Campeonato de España de GT a la Supercars Endurance un campeonato formado por tres competiciones a la vez, donde Nerea y José logran tres podios en las 10 carreras donde participan, y terminan terceros en el campeonato español, cuartos en el ibérico y sextos en el portugués. A finales de año participa en la tercera ronda del Campeonato NACAM de Fórmula 4 en el Autódromo Hermanos Rodríguez, donde subió al podio en las tres carreras y se convirtió en la novena mujer de la historia en ganar en una carrera de F4 mixta; la segunda en México tras Alexandra Mohnhaupt en 2018; y la segunda española después de Belén García en 2019.

## NM Motorsport
El 5 de enero de 2023, se anunció la creación de su nueva escudería: NM Motorsport, que compite con el objetivo de convertir el karting en una categoría de formación de pilotos y servir de trampolín para desarrollar una carrera profesional dentro del motor con su padre Miguel Martí y el apoyo de Birel ART.

## Resumen de carrera
| Temporada | Categoría                              | Equipo                          | Carreras | Victorias | Poles | VR | Podios | Puntos | Pos. |
| --------- | -------------------------------------- | ------------------------------- | -------- | --------- | ----- | -- | ------ | ------ | ---- |
| 2019      | Campeonato de España de Fórmula 4      | Fórmula de Campeones Praga F4   | 21       | 0         | 0     | 0  | 1      | 35     | 16.ª |
| 2021      | W Series                               | W Series Academy                | 8        | 0         | 0     | 0  | 1      | 61     | 4.ª  |
| 2021-22   | GT Winter Series                       | BMW España Motorsport           | 12       | 5         | ?     | ?  | ?      | 234    | 2.ª  |
| 2022      | W Series                               | Quantfury W Series Team         | 7        | 0         | 1     | 0  | 2      | 44     | 7.ª  |
| 2022      | CER - Clase 1                          | BMW España Promotion Motorsport | 7        | 6         | ?     | ?  | 8      | 245,2  | 2.ª  |
| 2023      | Fórmula Winter Series                  | Campos Racing                   | 2        | 0         | 0     | 0  | 0      | 9      | 14.ª |
| 2023      | F1 Academy                             | Campos Racing                   | 21       | 1         | 1     | 1  | 6      | 181    | 4.ª  |
| 2023      | Campeonato de España de GT             | BMW España Promotion Motorsport | 8        | 0         | 0     | 0  | 1      | 155    | 9.ª  |
| 2024      | F1 Academy                             | Campos Racing                   | 14       | 0         | 0     | 0  | 4      | 136    | 4.ª  |
| 2024      | Iberian Supercars - GT4                | BMW Promotion Motorsport        | 8        | 0         | 0     | 0  | 3      | 93     | 4.ª  |
| 2024      | Supercars Jarama RACE - GT4            | BMW Promotion Motorsport        | 7        | 0         | 1     | 1  | 2      | 102    | 3.ª  |
| 2024      | Campeonato Portugués de Velocidad - GT | BMW Promotion Motorsport        | 6        | 0         | 0     | 0  | 2      | 62     | 6.ª  |
| 2024      | Campeonato de España de F4             | GRS Team                        | 6        | 0         | 0     | 0  | 0      | 0      | 43.ª |
| 2024      | Campeonato NACAM de Fórmula 4          | Alessandros Racing              | 3        | 1         | 0     | 2  | 3      | 61     | 6.ª  |
| Fuente:   |                                        |                                 |          |           |       |    |        |        |      |

## Resultados

### W Series
(Clave) (negrita indica pole position) (cursiva indica vuelta rápida)

| Año  | Equipo                  | 1     | 2     | 3     | 4     | 5     | 6      | 7      | 8     | Pos. | Puntos | Ref.   |
| ---- | ----------------------- | ----- | ----- | ----- | ----- | ----- | ------ | ------ | ----- | ---- | ------ | ------ |
| 2021 | W Series Academy        | SPI 7 | SPI 7 | SIL 5 | BUD 3 | SPA 8 | ZAN 4  | AUS 8  | AUS 8 | 4.ª  | 61     | [ 30 ] |
| 2022 | Quantfury W Series Team | MIA 6 | MIA 3 | BAR 8 | SIL 9 | LEC 3 | BUD 12 | SIN 12 |       | 7.ª  | 44     | [ 31 ] |

### F1 Academy
| Año  | Equipo        | 1   | 1   | 1   | 2   | 2   | 2   | 3   | 3   | 3   | 4   | 4   | 4   | 5   | 5   | 5   | 6   | 6   | 6   | 7   | 7   | 7   | Pos. | Puntos |
| ---- | ------------- | --- | --- | --- | --- | --- | --- | --- | --- | --- | --- | --- | --- | --- | --- | --- | --- | --- | --- | --- | --- | --- | ---- | ------ |
| 2023 | Campos Racing | SPI | SPI | SPI | VAL | VAL | VAL | BAR | BAR | BAR | ZAN | ZAN | ZAN | MNZ | MNZ | MNZ | LEC | LEC | LEC | AUS | AUS | AUS | 4.ª  | 181    |
| 2023 | Campos Racing | DSQ | 4   | 5   | 2   | NC  | 2   | 6   | 6   | 7   | 3   | 6   | 6   | 7   | 11  | 3   | 1   | 5   | 4   | 9   | 5   | 2   | 4.ª  | 181    |

| Año  | Equipo        | 1   | 1   | 2   | 2   | 3   | 3   | 4   | 4   | 5   | 5   | 6   | 6   | 7   | 7   | 7   | Pos. | Puntos |
| ---- | ------------- | --- | --- | --- | --- | --- | --- | --- | --- | --- | --- | --- | --- | --- | --- | --- | ---- | ------ |
| 2024 | Campos Racing | YED | YED | MIA | MIA | BAR | BAR | ZAN | ZAN | SIN | SIN | LOS | LOS | YAS | YAS | YAS | 4.ª  | 136    |
| 2024 | Campos Racing | 14† | 3   | 4   | 7   | 2   | 4   | 2   | 8   | 7   | 5   | 8   | C   | 6   | 6   | 3   | 4.ª  | 136    |

## Premios y reconocimientos
En 2023, tras su temporada en la F1 Academy, fue galardonada con el premio "Excelencia deportiva" a la deportista valenciana del año en la primera edición de los Valencia Golden Awards.

## Vida privada
En junio de 2024 se casó con el futbolista Hugo Duro.